# Milkói püspökség
A milkói püspökség, (helyenként milkoviai) eredetileg kun püspökség térítő, missziós püspökség volt Moldva és Havasalföld területén a 13. századtól a 16. század elejéig. Eredeti célja a kunok megtérítése volt, később névlegessé vált. A püspökség 1279-től viselte központja, Milkó után a milkói püspökség nevet.

## A püspökség alapítása
1223-ban a Kalka menti csatában a mongolok megverték az egyesült orosz-kun sereget. A kunok eddig egy nagy eurázsiai törzsszövetséget alkottak az Al-Duna és a Balkas-tó közötti területen. Egy részük mongol fennhatóság alatt élt tovább, mások a Kárpátok mellékére menekültek.
A magyar királyság belefogott a kunok megtérítésébe. Róbert esztergomi érsek pápai legátusként 1226/1227-ben létrehozta a térítő jellegére utaló nevű kun püspökséget. Az egyházmegyét csak 1279-től nevezték központja, Milkó után milkói püspökségnek. Első püspöke (1227) a domonkos rend magyarországi provinciálisa (rendfőnöke), Theodorik lett, aki 5 éven keresztül volt a magyar provincia perjele (1223-1228). A püspökség területe Moldva déli része a Szeret folyóig és Havasalföld keleti része, az Olt folyóig volt, amit 1231-ben állapítottak meg Rónert érsek második pápai legációja során.
Az 1230-as évek végéig a püspökség az esztergomi érsek joghatósága alá tartozott, amikor a pápa saját közvetlen hatókörébe vonta, de a püspök továbbra is a magyar egyházszervezet tagja maradt. A tatárjárás alatt 1240/1241-ben a püspökség teljesen elpusztult, a kunok elhagyták, ezért feladatát vesztette. A püspökséget Bedzsak mongoljai pusztították el, miután átkeltek a Szereten. A dúlás során 90 (vagy 190) szerzetes halt meg, valószínűleg Theodorik püspök is odaveszett. Elképzelhető, hogy mongolok ekkor ölték meg Magyar Boldog Pált. Rogerius mester így írta le az eseményeket: „Bochetor pedig más királyokkal együtt átkelve ama folyón, amelyet Szeretnek mondanak, elérkezett a kunok püspökének a földjére, és legyőzve azokat az embereket, akik ott a harcra összegyülekeztek, az országot mindenestül elfoglalta.”

## Újjászervezési kísérletek
A tatárok között térítő ferences szerzetesek tettek kísérletet először a püspökség újjászervezésére Milkó központtal, ettől kezdve viselte a milkói püspökség nevet.
A következő sikertelen újjászervezési kísérlet Nagy Lajos király nevéhez fűződött 1354-ben.
A milkói püspökök ezután – többnyire mint az esztergomi érsek vikáriusai – csak címzetes püspökök voltak. A püspökség 1512-ben szűnt meg véglegesen, amikor Bakócz Tamás esztergomi érsek kieszközölte a II. Gyula pápánál a püspökség és az esztergomi érsekség kánoni egyesítését.